# 唐佩德里图
唐佩德里图是巴西南大河州的一个市镇。总面积5192.105平方公里，总人口38126人，人口密度7.3人/平方公里。